# Blason d'Anitápolis

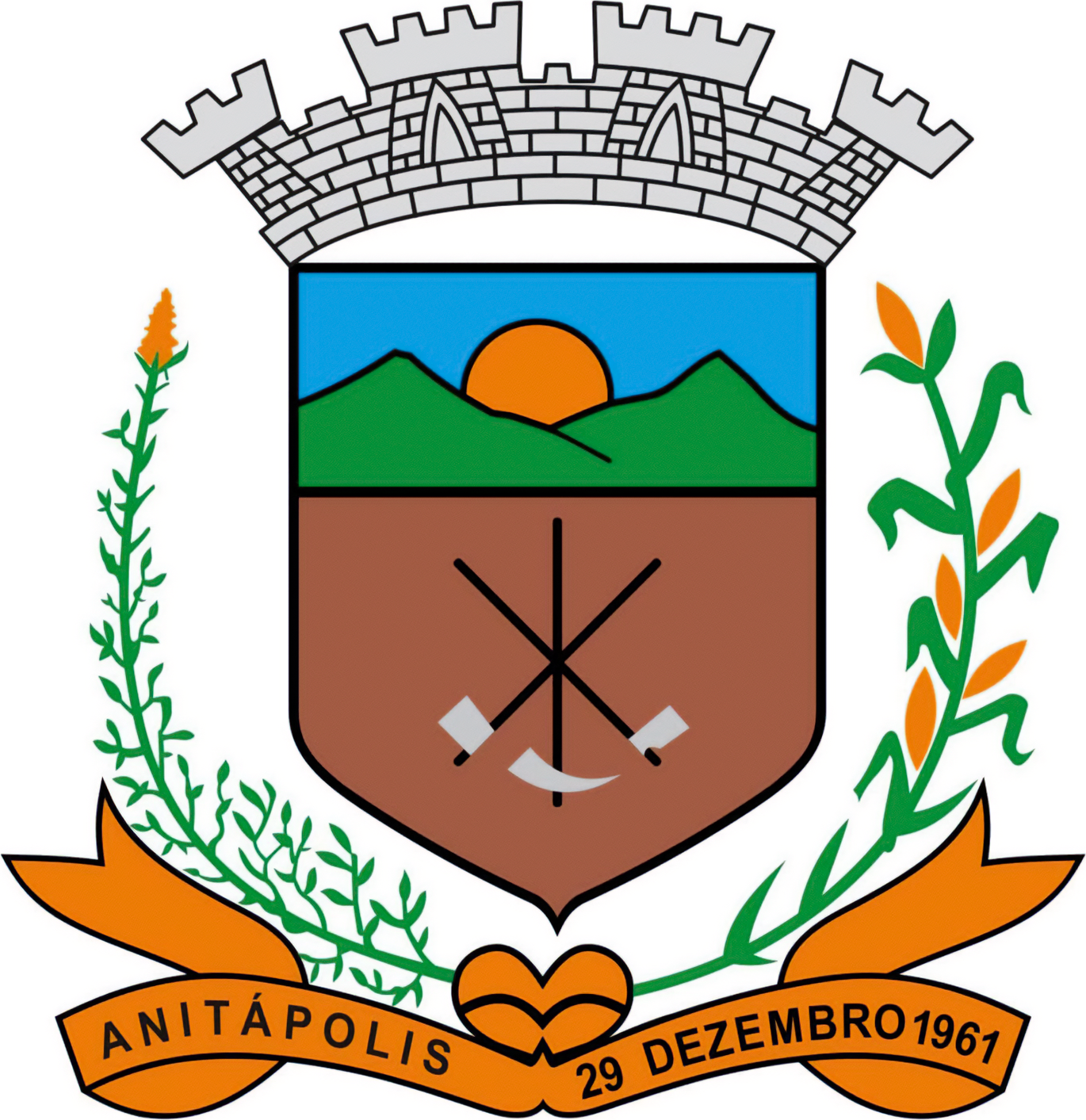
Blason d'Anitápolis.

Le blason de la municipalité brésilienne d'Anitápolis est l'un des symboles officiels de la ville.
Le blason est formé par :
- un écu surmonté d'une couronne murale, composée de quatre tours ;
- l'écu est entouré d'un rameau de pomme de terre et de maïs, principales productions de la municipalité ;
- en partie supérieure, on trouve une chaîne de montagne, la serra do Tabuleiro, où se situe Anitápolis, avec un soleil se couchant derrière les reliefs ;
- en partie inférieure, on trouve un champ marron, symbolisant la terre et la base agricole de l'économie locale
- trois outils croisés, une bêche, un marteau et une hache, symbole des activités agricoles, artisanales et minières.

Un ruban en pied de l'écu indique le nom de la ville et la date d'installation de la municipalité, le 29 décembre 1961.